# 巴喬爾馬什
巴喬爾馬什是匈牙利的城鎮，位於該國南部，毗鄰與塞爾維亞接壤的邊境，由巴奇-基什孔州負責管轄，面積108.32平方公里，2011年人口6,851，其中約七成居民信奉天主教。

## 外部連結
- Official site （页面存档备份，存于）

46°08′N 19°20′E / 46.133°N 19.333°E